# Ryszard Gryglewski
Ryszard Jerzy Gryglewski (Vilna, 4 de agosto de 1932-Cracovia, 30 de enero de 2023) fue un médico y farmacólogo polaco. Miembro de la Academia Polaca de Aprendizaje (PAU) y de la Academia Polaca de Ciencias (PAN).

## Biografía
Gryglewski se graduó en Medicina en Cracovia, donde también escribió su doctorado en Farmacología y en 1971 se convirtió en profesor. Es miembro de numerosas asociaciones farmacológicas en todo el mundo, y desde 1993 es presidente del Jagiellońskie Centrum Badań Medycznych (Centro de Investigación Médica Jaguelónica).
Su trabajo científico tiene por objeto la farmacología experimental. Su investigación se centra en la contribución del sistema vascular sanguíneo, en la creación de un sistema inmune contra la trombosis en el desarrollo de la esclerosis. En 1976, junto con S. Bunting, J. Vane y S. Moncada, descubrió la prostaciclina, lo que produjo otros muchos descubrimientos científicos relevantes.